# Siramori Diabaté
Pour les articles homonymes, voir Diabaté.
Siramori Diabaté, née dans les années 1920 ou années 1930 à Kéla dans la région de Koulikoro et morte en 1989, est une griotte et chanteuse malienne ayant acquis une certaine notoriété internationale,.